# Штанденбюль
Штанденбюль (нім. Standenbühl) — громада в Німеччині, розташована в землі Рейнланд-Пфальц. Входить до складу району Доннерсберг. Складова частина об'єднання громад Гельгайм.
Площа — 1,25 км2. Населення становить 183 ос. (станом на 31 грудня 2020).